# Youri Tielemans
Youri Marion A. Tielemans (Sint-Pieters-Leeuw, 7 mei 1997) is een Belgische voetballer die doorgaans als middenvelder speelt. Hij verruilde RSC Anderlecht voor AS Monaco in mei 2017. In juli 2019 werd hij verkocht aan Leicester City, dat hem in het voorgaande halfjaar al huurde. Tielemans debuteerde in 2016 in het Belgisch voetbalelftal.

## Carrière

### Jeugd
Youri Tielemans heeft een Belgische vader en een Congolese moeder. Tielemans sloot zich op vijfjarige leeftijd aan bij de jeugd van RSC Anderlecht. De middenvelder doorliep alle jeugdreeksen van de Brusselse club. De jeugdcoördinator van Anderlecht, oud-voetballer Jean Kindermans, vergeleek hem als tiener met Axel Witsel.

### RSC Anderlecht
Op 22 mei 2013 tekende de toen zestienjarige Tielemans zijn eerste profcontract bij Anderlecht. Op 28 juli 2013 maakte hij in een competitiewedstrijd tegen KSC Lokeren zijn officiële debuut voor paars-wit. Hij mocht na iets minder dan een half uur invallen voor Sacha Kljestan. Op 2 augustus 2013 verzilverde hij tegen Cercle Brugge zijn eerste basisplaats. Op 2 oktober 2013 werd hij de jongste Belg ooit in de UEFA Champions League. Hij mocht toen in de basis starten in een groepswedstrijd tegen Olympiakos Piraeus.
Op 6 april 2014 scoorde Tielemans in een play-off I-duel tegen Club Brugge zijn eerste competitiedoelpunt voor paars-wit. Twee maanden later werd hij verkozen tot Jonge Profvoetballer van het Jaar. In januari 2015 werd hij op het gala van de Gouden Schoen verkozen tot Belofte van het jaar.
Tielemans speelde in totaal 185 wedstrijden in het paars-witte truitje: 139 in de competitie, 9 in de Beker van België, 1 in de Supercup en 36 Europese wedstrijden. Hij scoorde 35 keer en gaf 32 assists. Twee keer hielp hij de club aan de titel (2013-2014 en 2016-2017).

### AS Monaco
In mei 2017 werd Tielemans na het winnen van de titel met RSC Anderlecht verkocht aan AS Monaco als duurste speler aller tijden uit de Belgische competitie. In Monaco tekende hij een contract voor vijf seizoenen. De transfersom zou zo'n € 25.000.000,- bedragen. Het maakt van Tielemans de duurste transfer in de Belgische competitie. In 2008 legde Everton € 22.000.000,- op tafel om Marouane Fellaini los te weken bij Standard Luik. Het maakte hem tot dan de negende duurste transfer van een Belgische voetballer. 
Tielemans moest in de heenronde van het seizoen 2018-2019 de ‘patron’ worden van een nieuw, en piepjong Monaco, maar slaagde daar niet in. De Monegasken kenden een desastreuze eerste seizoenshelft en staan na 22 speeldagen voorlaatste in de Ligue 1, met slechts vijftien punten. In de groepsfase van de Champions League werden ze met 1/18 roemloos laatste in een poule. Monaco trok daarom in de wintermercato met Cesc Fabregas (Chelsea) en William Vainqueur (Antalyaspor) twee concurrenten aan. De heraangestelde hoofdcoach Leonardo Jardim leek hen de voorkeur te zullen schenken. Tielemans was onder Thierry Henry altijd titularis. Ondanks een groot aantal speelminuten slaagde hij er nooit helemaal in te overtuigen. De Brusselaar kwam in anderhalf seizoen in het prinsdom uiteindelijk tot 65 officiële duels. Daarin scoorde hij zes keer. Zijn aantal assists bleef op drie steken.

#### Verhuur aan Leicester City
Op 31 januari 2019, de slotdag van de wintermercato, huurde Leicester City de middenvelder tot het einde van het seizoen van Monaco. Tielemans werd zo de zeventiende Belg in de Premier League. De Portugees Adrien Silva maakt de omgekeerde beweging. Tielemans moest op het middenveld naast de Nigeriaan Wilfred Ndidi postvatten. Zijn debuut maakte hij op 10 februari tegen Tottenham (3-1 verlies). Bij Leicester City beleefde hij een uitstekende tweede seizoenshelft waardoor hij de aandacht trok van nagenoeg alle Engelse topclubs.

### Leicester City
In juli 2019 tekende Tielemans een vierjarig contract bij Leicester City, waarmee een bedrag van ongeveer € 45.000.000 was gemoeid. Tielemans koos Leicester vorige zomer boven enkele andere gegadigden. Onder meer Manchester United toonde interesse. Een belangrijke factor was dat Tielemans wou spelen.
In de zomer van 2022 was er interesse van verschillende clubs voor Tielemans. Hij had op dat moment nog een contract van één jaar bij Leicester. Onder meer Arsenal was gecharmeerd van hem. In drie seizoenen bij Leicester City won hij de FA Cup en eindigde hij met The Foxes twee keer vijfde in de Premier League.

### Aston Villa
Op 10 juni 2023 kondigde Aston Villa aan dat ze een akkoord bereikten met Tielemans. Hij vervoegde de Villans op 1 juli 2023, nadat zijn contract afliep bij Leicester City, en tekende er een contract tot 2027. Hij scoorde er zijn eerste doelpunt in de Conference League tegen AZ Alkmaar.

## Clubstatistieken
| Seizoen     | Club             | Competitie     | Competitie | Competitie | Competitie | Beker | Beker | Beker | Europa | Europa | Europa | Totaal | Totaal | Totaal |
| Seizoen     | Club             | Competitie     | Wed.       | Dlp.       | Ass.       | Wed.  | Dlp.  | Ass.  | Wed.   | Dlp.   | Ass.   | Wed.   | Dlp.   | Ass.   |
| ----------- | ---------------- | -------------- | ---------- | ---------- | ---------- | ----- | ----- | ----- | ------ | ------ | ------ | ------ | ------ | ------ |
| 2013/14     | RSC Anderlecht   | Eerste klasse  | 29         | 1          | 6          | 2     | 1     | 0     | 4      | 0      | 0      | 35     | 2      | 6      |
| 2014/15     | RSC Anderlecht   | Eerste klasse  | 39         | 6          | 5          | 5     | 2     | 0     | 8      | 0      | 1      | 52     | 8      | 6      |
| 2015/16     | RSC Anderlecht   | Eerste klasse  | 34         | 6          | 3          | 2     | 1     | 0     | 9      | 0      | 1      | 45     | 7      | 4      |
| 2016/17     | RSC Anderlecht   | Eerste klasse  | 37         | 13         | 13         | 1     | 0     | 1     | 15     | 5      | 1      | 53     | 18     | 15     |
| Club Totaal | Club Totaal      | Club Totaal    | 139        | 26         | 27         | 9     | 4     | 1     | 36     | 5      | 3      | 185    | 35     | 33     |
| 2017/18     | AS Monaco        | Ligue 1        | 27         | 0          | 1          | 4     | 0     | 1     | 4      | 1      | 0      | 35     | 1      | 2      |
| 2018/19     | AS Monaco        | Ligue 1        | 20         | 5          | 1          | 4     | 0     | 0     | 6      | 0      | 0      | 30     | 5      | 1      |
| Club Totaal | Club Totaal      | Club Totaal    | 47         | 5          | 2          | 6     | 0     | 1     | 10     | 1      | 0      | 65     | 6      | 3      |
| 2018/19     | → Leicester City | Premier League | 13         | 3          | 5          | 0     | 0     | 0     | —      | —      | —      | 13     | 3      | 5      |
| 2019/20     | Leicester City   | Premier League | 37         | 3          | 6          | 7     | 2     | 2     | —      | —      | —      | 44     | 5      | 8      |
| 2020/21     | Leicester City   | Premier League | 38         | 6          | 4          | 6     | 3     | 2     | 7      | 0      | 0      | 51     | 9      | 6      |
| 2021/22     | Leicester City   | Premier League | 32         | 6          | 4          | 4     | 1     | 0     | 13     | 0      | 1      | 49     | 7      | 5      |
| 2022/23     | Leicester City   | Premier League | 31         | 3          | 2          | 6     | 1     | 0     | —      | —      | —      | 37     | 4      | 2      |
| Club Totaal | Club Totaal      | Club Totaal    | 151        | 21         | 21         | 23    | 7     | 4     | 20     | 0      | 1      | 194    | 28     | 26     |
| 2023/24     | Aston Villa      | Premier League | 32         | 2          | 6          | 3     | 0     | 0     | 11     | 1      | 1      | 46     | 3      | 7      |
| Club Totaal | Club Totaal      | Club Totaal    | 32         | 2          | 6          | 3     | 0     | 0     | 11     | 1      | 1      | 46     | 3      | 7      |
| Totaal      | Totaal           | Totaal         | 369        | 54         | 56         | 41    | 11    | 6     | 77     | 7      | 5      | 490    | 72     | 69     |

Laatst bijgewerkt op 22 mei 2024.

## Interlandcarrière

### Debuut
In mei 2015 werd Youri Tielemans door bondscoach Marc Wilmots voor het eerst opgeroepen voor een oefenmatch tegen Frankrijk en de EK-kwalificatiewedstrijd in en tegen Wales. Ook Leander Dendoncker behoorde voor het eerst tot de selectie. Tot een debuut kwam het echter niet. Op 9 november 2016 debuteerde Tielemans in het Belgisch voetbalelftal, tijdens een oefeninterland in en tegen Nederland (uitslag: 1-1). Hij viel die dag in de 84e minuut in voor Steven Defour. Ook Christian Kabasele en Thomas Foket vierde hun debuut in deze wedstrijd.

#### WK 2018 Rusland
Tielemans mocht met de Rode Duivels mee naar het WK 2018 in Rusland. Na zeges tegen Panama (3-0), Tunesië (5-2) en Engeland (0-1) stootte België door naar de achtste finale. Hierin werd Japan verslagen met 3-2. In de kwartfinale werd met 1-2 van Brazilië gewonnen. In de halve finale was Frankrijk met 1-0 te sterk. In de troostfinale was Engeland opnieuw de tegenstander. Ditmaal won België met 2-0 om een historische bronzen medaille op het WK te halen.

### Interlands
| Interlands van Youri Tielemans | Interlands van Youri Tielemans | Interlands van Youri Tielemans | Interlands van Youri Tielemans | Interlands van Youri Tielemans       | Interlands van Youri Tielemans |
| No.                            | Datum                          | Wedstrijd                      | Uitslag                        | Soort Wedstrijd                      | Doelpunten                     |
| Als speler bij RSC Anderlecht  | Als speler bij RSC Anderlecht  | Als speler bij RSC Anderlecht  | Als speler bij RSC Anderlecht  | Als speler bij RSC Anderlecht        | Als speler bij RSC Anderlecht  |
| ------------------------------ | ------------------------------ | ------------------------------ | ------------------------------ | ------------------------------------ | ------------------------------ |
| 1.                             | 9 november 2016                | Nederland − België             | 1 – 1                          | Vriendschappelijk                    | -                              |
| 2.                             | 13 november 2016               | België − Estland               | 8 – 1                          | Kwalificatie WK 2018                 | -                              |
| 3.                             | 28 maart 2017                  | Rusland – België               | 3 – 3                          | Vriendschappelijk                    | -                              |
| 4.                             | 5 juni 2017                    | België – Tsjechië              | 2 – 1                          | Vriendschappelijk                    | -                              |
| Als speler bij AS Monaco       |                                |                                |                                |                                      |                                |
| 5.                             | 10 november 2017               | België – Mexico                | 3 – 3                          | Vriendschappelijk                    | -                              |
| 6.                             | 31 augustus 2017               | België – Gibraltar             | 9 – 0                          | Kwalificatie WK 2018                 | -                              |
| 7.                             | 7 oktober 2017                 | Bosnië en Herzegovina – België | 3 – 4                          | Kwalificatie WK 2018                 | -                              |
| 8.                             | 10 oktober 2017                | België – Cyprus                | 4 – 0                          | Kwalificatie WK 2018                 | -                              |
| 9.                             | 11 juni 2018                   | België – Costa Rica            | 4 – 1                          | Vriendschappelijk                    | -                              |
| 10.                            | 23 juni 2018                   | België – Tunesië               | 5 – 2                          | WK 2018                              | -                              |
| 11.                            | 2 juli 2018                    | Engeland – België              | 0 – 1                          | WK 2018                              | -                              |
| 12.                            | 6 juli 2018                    | Brazilië – België              | 1 – 2                          | WK 2018                              | -                              |
| 13.                            | 14 juni 2018                   | België – Engeland              | 2 – 0                          | WK 2018                              | -                              |
| 14.                            | 7 september 2018               | Schotland – België             | 0 – 4                          | Vriendschappelijk                    | -                              |
| 15.                            | 15 september 2018              | IJsland – België               | 0 – 3                          | UEFA Nations League 2018/19          | -                              |
| 16.                            | 12 oktober 2018                | België – Zwitserland           | 2 – 1                          | UEFA Nations League 2018/19          | -                              |
| 17.                            | 16 oktober 2018                | België – Nederland             | 1 – 1                          | Vriendschappelijk                    | -                              |
| 18.                            | 12 oktober 2018                | België – IJsland               | 2 – 0                          | UEFA Nations League 2018/19          | -                              |
| 19.                            | 21 oktober 2018                | Zwitserland – België           | 5 – 2                          | UEFA Nations League 2018/19          | -                              |
| Als speler bij Leicester City  |                                |                                |                                |                                      |                                |
| 20.                            | 21 maart 2019                  | België – Rusland               | 3 – 1                          | Kwalificatie EK 2020                 | 14'                            |
| 21.                            | 24 maart 2019                  | Cyprus – België                | 0 – 2                          | Kwalificatie EK 2020                 | -                              |
| 22.                            | 8 juni 2019                    | België – Kazachstan            | 3 – 0                          | Kwalificatie EK 2020                 | -                              |
| 23.                            | 11 juni 2019                   | België – Schotland             | 3 – 0                          | Kwalificatie EK 2020                 | -                              |
| 24.                            | 6 september 2019               | San Marino – België            | 0 – 4                          | Kwalificatie EK 2020                 | -                              |
| 25.                            | 9 september 2019               | Schotland – België             | 0 – 4                          | Kwalificatie EK 2020                 | -                              |
| 26.                            | 10 oktober 2019                | België – San Marino            | 9 – 0                          | Kwalificatie EK 2020                 | 45'                            |
| 27.                            | 16 november 2019               | Rusland – België               | 1 – 4                          | Kwalificatie EK 2020                 | -                              |
| 28.                            | 19 november 2019               | België – Cyprus                | 6 – 1                          | Kwalificatie EK 2020                 | -                              |
| 29.                            | 5 september 2020               | Denemarken – België            | 0 – 2                          | UEFA Nations League 2020/21          | -                              |
| 30.                            | 11 oktober 2020                | Engeland – België              | 2 – 1                          | UEFA Nations League 2020/21          | -                              |
| 31.                            | 14 oktober 2020                | IJsland – België               | 1 – 2                          | UEFA Nations League 2020/21          | -                              |
| 32.                            | 11 november 2020               | België – Zwitserland           | 2 – 1                          | Vriendschappelijk                    | –                              |
| 33.                            | 15 november 2020               | België – Engeland              | 2 – 0                          | UEFA Nations League 2020/21          | 10'                            |
| 34.                            | 18 november 2020               | België – Denemarken            | 4 – 2                          | UEFA Nations League 2020/21          | 3'                             |
| 35.                            | 24 maart 2021                  | België – Wales                 | 3 – 1                          | Kwalificatie WK 2022                 | -                              |
| 36.                            | 27 maart 2021                  | Tsjechië – België              | 1 – 1                          | Kwalificatie WK 2022                 | -                              |
| 37.                            | 30 maart 2021                  | België – Wit-Rusland           | 8 – 0                          | Kwalificatie WK 2022                 | -                              |
| 38.                            | 3 juni 2021                    | België – Griekenland           | 1 – 1                          | Vriendschappelijk                    | -                              |
| 39.                            | 6 juni 2021                    | België – Kroatië               | 1 – 0                          | Vriendschappelijk                    | -                              |
| 40.                            | 12 juni 2021                   | België - Rusland               | 3 – 0                          | EK 2020                              | -                              |
| 41.                            | 17 juni 2021                   | Denemarken - België            | 1 – 2                          | EK 2020                              | -                              |
| 42.                            | 27 juni 2021                   | België - Portugal              | 1 – 0                          | EK 2020                              | -                              |
| 43.                            | 2 juli 2021                    | België - Italië                | 1 – 2                          | EK 2020                              | -                              |
| 44.                            | 5 september 2021               | België – Tsjechië              | 3 – 0                          | Kwalificatie WK 2022                 | -                              |
| 45.                            | 8 september 2021               | Wit-Rusland − België           | 0 – 1                          | Kwalificatie WK 2022                 | -                              |
| 46.                            | 7 oktober 2021                 | België – Frankrijk             | 2 – 3                          | UEFA Nations League 2020/21 finales  | -                              |
| 47.                            | 10 oktober 2021                | Italië – België                | 2 – 1                          | UEFA Nations League 2020/21 finales  | -                              |
| 48.                            | 26 maart 2022                  | Ierland – België               | 2 – 2                          | Vriendschappelijk                    | -                              |
| 49.                            | 29 maart 2022                  | België – Burkina Faso          | 3 – 0                          | Vriendschappelijk                    | –                              |
| 50.                            | 8 juni 2022                    | België – Polen                 | 6 – 1                          | UEFA Nations League 2022/23          | -                              |
| 51.                            | 11 juni 2022                   | Wales - België                 | 1 – 1                          | UEFA Nations League 2022/23          | 50'                            |
| 52.                            | 14 juni 2022                   | Polen – België                 | 0 – 1                          | UEFA Nations League 2022/23          | -                              |
| 53.                            | 22 september 2022              | België – Wales                 | 2 – 1                          | UEFA Nations League 2022/23          | -                              |
| 54.                            | 25 september 2022              | Nederland – België             | 1 – 0                          | UEFA Nations League 2022/23          | -                              |
| 55.                            | 18 november 2022               | België – Egypte                | 1 – 2                          | Vriendschappelijk                    | -                              |
| 56.                            | 23 november 2022               | België – Canada                | 1 – 0                          | WK 2022                              | -                              |
| 57.                            | 27 november 2022               | België – Marokko               | 0 – 2                          | WK 2022                              | -                              |
| 58.                            | 1 december 2022                | Kroatië – België               | 0 – 0                          | WK 2022                              | -                              |
| 59.                            | 17 juni 2023                   | België – Oostenrijk            | 1 – 1                          | Kwalificatie EK 2024                 | -                              |
| 60.                            | 20 juni 2023                   | Estland – België               | 0 – 3                          | Kwalificatie EK 2024                 | -                              |
| Als speler bij Aston Villa     |                                |                                |                                |                                      |                                |
| 61.                            | 9 september 2023               | Azerbeidzjan – België          | 0 – 1                          | Kwalificatie EK 2024                 | -                              |
| 62.                            | 13 oktober 2023                | Oostenrijk – België            | 2 – 3                          | Kwalificatie EK 2024                 | -                              |
| 63.                            | 16 oktober 2023                | België – Zweden                | 1 – 1                          | Kwalificatie EK 2024                 | -                              |
| 64.                            | 15 november 2023               | België – Servië                | 1 – 0                          | Vriendschappelijk                    | -                              |
| 65.                            | 19 november 2023               | België – Azerbeidzjan          | 5 – 0                          | Kwalificatie EK 2024                 | -                              |
| 66.                            | 23 maart 2024                  | Ierland – België               | 0 – 0                          | Vriendschappelijk                    | -                              |
| 67.                            | 26 maart 2024                  | Engeland – België              | 2 – 2                          | Vriendschappelijk                    | 11' 36'                        |
| 68                             | 17 juni 2024                   | België – Slowakije             | 0 – 1                          | EK 2024                              | -                              |
| 69.                            | 22 juni 2024                   | België – Roemenië              | 2 – 0                          | EK 2024                              | 2'                             |
| 70.                            | 26 juni 2024                   | Oekraïne – België              | 0 – 0                          | EK 2024                              | -                              |
| 71.                            | 6 september 2024               | België – Israël                | 3 – 1                          | UEFA Nations League 2024/25          | 48'                            |
| 72.                            | 9 september 2024               | Frankrijk – België             | 2 – 0                          | UEFA Nations League 2024/25          | -                              |
| 73.                            | 10 oktober 2024                | Italië – België                | 2 – 2                          | UEFA Nations League 2024/25          | -                              |
| 74.                            | 14 oktober 2024                | België – Frankrijk             | 1 – 2                          | UEFA Nations League 2024/25          | -                              |
| 75.                            | 20 maart 2025                  | Oekraïne – België              | 3 – 1                          | UEFA Nations League 2024/25 barrages | -                              |
| 76.                            | 6 juni 2025                    | Noord-Macedonië – België       | 1 – 1                          | Kwalificatie WK 2026                 | -                              |
| 77.                            | 9 juni 2025                    | België – Wales                 | 4 – 3                          | Kwalificatie WK 2026                 | 19'                            |
| Totaal                         | Totaal                         | Totaal                         | Totaal                         | Totaal                               | 10                             |

Bijgewerkt t/m 9 juni 2025

## Erelijst
| Competitie          | Aantal         | Jaren            |
| RSC Anderlecht      | RSC Anderlecht | RSC Anderlecht   |
| ------------------- | -------------- | ---------------- |
| Eerste klasse       | 2x             | 2013/14, 2016/17 |
| Belgische Supercup  | 2x             | 2013, 2014       |
| Leicester City      |                |                  |
| FA Cup              | 1x             | 2020/21          |
| FA Community Shield | 1x             | 2021             |

| Competitie                  | Winnaar | Winnaar | Runner-up | Runner-up | Derde  | Derde  |
| Competitie                  | Aantal  | Jaren   | Aantal    | Jaren     | Aantal | Jaren  |
| België                      | België  | België  | België    | België    | België | België |
| --------------------------- | ------- | ------- | --------- | --------- | ------ | ------ |
| Wereldkampioenschap voetbal |         |         |           |           | 1x     | 2018   |

| Individueel                       |    |            |
| Jonge Profvoetballer van het Jaar | 2x | 2014, 2015 |
| Belofte van het Jaar              | 1x | 2014       |
| Ebbenhouten Schoen                | 1x | 2017       |
| Profvoetballer van het Jaar       | 1x | 2017       |

## Privé
Tielemans is vader van twee dochters.